# Rafalus variegatus
Rafalus variegatus là một loài nhện trong họ Salticidae.
Loài này thuộc chi Rafalus. Rafalus variegatus được Kroneberg miêu tả năm 1875.